# Cynanchum microstemma
Cynanchum microstemma är en oleanderväxtart som först beskrevs av Porphir Kiril Nicolai Stepanowitsch Turczaninow, och fick sitt nu gällande namn av G. Morillo. Cynanchum microstemma ingår i släktet Cynanchum och familjen oleanderväxter. Inga underarter finns listade i Catalogue of Life.